# Hetaeria linguella
Hetaeria linguella är en orkidéart som först beskrevs av Cedric Errol Carr, och fick sitt nu gällande namn av Jeffrey James Wood och Paul Ormerod. Hetaeria linguella ingår i släktet Hetaeria och familjen orkidéer. Inga underarter finns listade i Catalogue of Life.